# بیستروف
بیستروف (به فرانسوی: Bistroff) یک کمون در فرانسه است که در Canton of Grostenquin واقع شده‌است.

## خصوصیات
بیستروف ۱۹٫۲۸ کیلومترمربع مساحت و ۳۳۷ نفر جمعیت دارد و ۳۳۰ متر بالاتر از سطح دریا واقع شده‌است.